# 肖尼縣 (堪薩斯州)
肖尼縣（英語：Shawnee County，縮寫SN）是美国堪薩斯州東北部的一個縣，堪薩斯河把縣分成南北兩部分，面積1,441平方公里。根據2020年美國人口普查，共有人口17萬8,909人。縣治托皮卡（Topeka）也是州的首府。該縣成立於1855年8月25日，縣名紀念印第安人的一支肖尼族。